# Julio Aneiros
Julio Germán Aneiros Fernández (Valdoviño, 19 de agosto de 1916-Ferrol, 16 de enero de 2006) fue un histórico dirigente sindicalista y político comunista español, activo opositor al franquismo.

## Biografía
Trabajador de la desaparecida Empresa Nacional Bazán (después, Navantia), a mediados de los años 1940 organizó las primeras estructuras del Partido Comunista de España (PCE) en el seno de la empresa. En 1946 participó activamente en las primeras movilizaciones y encierros de trabajadores en Ferrol y los astilleros gallegos desde la victoria franquista en la Guerra Civil, donde miles de ellos se encerraron y protestaron al bajarse a la mitad el cupo de racionamiento de aceite para las familias. La huelga fue reprimida con dureza, muchos trabajadores fueron presos, todos los participantes despedidos y el proceso de readmisión se demoró en ocasiones por un año.
A principios de los años 1960, Aneiros se entrevistó en París con el secretario general del PCE, Santiago Carrillo, para conformar la estructura interna del partido comunista en Galicia y el embrión de Comisiones Obreras en la región. Junto a Paco Filgueiras y Paco Balón creó la estructura de Comisiones. Durante esa década, fue detenido en varias ocasiones, llegando a ser torturado. En 1967 fue procesado por vez primera por el recién creado Tribunal de Orden Público, lo que volvió a ocurrir en 1969 y 1971, con sucesivas condenas, ingresos en prisión y posteriores indultos.
El 7 de marzo de 1972, un paro de media hora de los trabajadores de Bazán, desembocó en el despido de dos de sus líderes sindicales, Pillado Lista y Julio Aneiros. Tres días después, el 10 de marzo, Bazán cerró y los trabajadores, en protesta, realizaron una manifestación en la que participaron los despedidos junto a la plantilla de Bazán y los líderes sindicales Amor Deus y José María Riobó, entre otros. Los enfrentamientos de obreros y fuerzas del orden terminaron con dos trabajadores muertos por disparos de la policía, Amador Rey y Daniel Niebla. El mismo Julio Aneiros fue gravemente herido por un disparo en el pecho. No obstante, fue detenido antes del alta médica y juzgado como instigador de la protesta de los trabajadores. La represión no evitó que en septiembre, los trabajadores de astilleros, y de otras empresas industriales de Vigo, se movilizaran con más de quince mil trabajadores y declarasen una huelga general que duró dos semanas, a la que siguieron, de nuevo, despidos masivos, pero en la que Comisiones Obreras y otros movimientos sindicales fuera del aparato franquista mostraron su capacidad de respuesta y organización. A la manifestación, la huelga de septiembre y a las posteriores hasta la muerte de Franco no pudo asistir Julio Aneiros porque permaneció preso y salió con la primera ley de amnistía. En el municipio de Ferrol, hay un monumento que recuerda la memoria y las víctimas de los sucesos del 10 de marzo de 1972 y el Parlamento de Galicia declaró en 1997 el día 10 de marzo, Día da Clase Obreira Galega.
Durante la Transición democrática fue líder del Partido Comunista de Galicia y de Comisiones Obreras. Trabajó treinta y ocho años en los astilleros ferrolanos y mantuvo su compromiso político y sindical hasta su fallecimiento. En marzo de 2016, el ayuntamiento de Ferrol dedicó una calle en su honor.